# Kaurna (langue)
Le kaurna est une langue aborigène d’Australie, du groupe de langues pama-nyungan, parlée traditionnellement en Australie-Méridionale.

## Écriture
Une orthographe kaurna a été utilisée par les missionnaires allemands Christian Gottlieb Teichelmann (en) et Clamor Wilhelm Schürmann (en) dans leur grammaire kaurna dans leur dictionnaire kaurna de 1840 et une autre orthographe par Teichelmann dans son dictionnaire de 1857.
Une orthographe kaurna révisée a été adoptée par Kaurna Warra Pintyanthi (KWP) en 2010.
| a  | aa | ai | au | dl | dlh | dly | dn | dnh | dny | i  | ii | k  | l  | lh | ly | m  | n | ng |
| nh | ny | p  | r  | rd | rdl | rdn | rl | rn  | rr  | rt | t  | th | ty | u  | ui | uu | w | y  |

Les voyelles sont écrites avec les lettres ‹ a ›, ‹ i ›, ‹ u › et leurs formes longues ont des lettres doubles ‹ aa ›, ‹ ii ›, ‹ uu ›. Les diphtongues sont écritent avec les digrammes ‹ ai ›, ‹ au ›, ‹ ui ›.